# Lay (Familienname)
Lay ist ein deutscher, englischer und französischer Familienname.

## Herkunft und Bedeutung
Es gibt zwei Definitionen für den Familiennamen Lay:
Lay ist zum einen ein Wohnstättenname für Personen, die an einem Ley wohnen.
Und zum anderen ist Lay auch die Ableitung von Leu, Leo = Löwe, gerade im schwäbischen Raum, der Löw(e) zu einem umgangssprachlichen Lay ("d'r Leja"). Dies zeigt sich sehr deutlich bei der Ulmer Patrizierfamilie Löw (Löw (auch Löwen), bereits 1525, als der Nachkomme dieser Familie von Balingen kommend in Bodelshausen ansässig wurde, änderte sich kurz darauf auch die Schreibweise des Nachnamens von Löw in Layh.

## Varianten
- Layer, Ley, Layh, Laj, Lay

## Namensträger
- Lay Zhang (* 1991), auch nur Lay, chinesischer Popsänger und Schauspieler
- Agostinho Lay (* 1975), osttimoresischer Politiker
- Alfred Morrison Lay (1836–1879), US-amerikanischer Politiker
- André Lay (1924–1997), französischer Schriftsteller
- Beirne Lay junior (1909–1982), US-amerikanischer Drehbuchautor
- Benjamin Lay (1682–1759), englischer Philanthrop und Quäker
- Bente Lay (* 1971), norwegische Schauspielerin und Sprecherin
- Bob Lay (1944–2022), australischer Sprinter
- Caren Lay (* 1972), deutsche Politikerin (Linke), MdB
- Charles Downing Lay (1877–1956), US-amerikanischer Landschaftsarchitekt
- Ed Lay (* 1981), britischer Musiker, Schlagzeuger der Band Editors
- Francisco Kalbuadi Lay (* 1954), osttimoresischer Politiker
- George Tradescant Lay (um 1800–1845), britischer Naturforscher, Missionar und Diplomat
- George W. Lay (1798–1860), US-amerikanischer Politiker
- Heinrich Lay (1928–2022), deutscher Historiker und Heimatforscher
- Horatio Nelson Lay (1832–1898), britischer Diplomat
- Jeffrey Lay (* 1969), kanadischer Ruderer
- Jordan Lay (* 1992), samoanischer Rugby-Union-Spieler
- Joshua Lay (* 2000), britischer Mittelstreckenläufer
- Kenneth Lay (1942–2006), US-amerikanischer Manager
- Kirsti Lay (* 1988), kanadische Radsportlerin
- Maria Fernanda Lay (* 1954), osttimoresische Politikerin
- Marion Lay (* 1948), kanadische Schwimmerin
- Mike Lay (* 1963), deutsch-kanadischer Eishockeyspieler
- Omah Lay (* 1997), nigerianischer Sänger
- Paul Lay (* 1984), französischer Jazzmusiker
- Pedro Lay, osttimoresischer Politiker
- Peter Lay (* 1910), deutscher Fußballspieler
- Riccardo Lay (* 1949), italienischer Jazzbassist
- Rupert Lay (1929–2023), deutscher Philosoph und Theologe
- Sam Lay (1935–2022), US-amerikanischer Blues-Schlagzeuger und Sänger
- Slim Lay (1923–1973), US-amerikanischer Country-Musiker und -DJ
- Stanley Lay (1906–2003), neuseeländischer Speerwerfer
- Theodor Lay (1825–1893), deutscher Baritonsänger
- Theodore W. Lay II (* um 1951), pensionierter Generalmajor der US Air Force
- Ubaldo Lay (1917–1984), italienischer Schauspieler
- Udo Lay (* 1960), deutscher Fußballspieler
- Volker Mayer-Lay (* 1981), deutscher Politiker (CDU), MdB
- Wilhelm August Lay (1862–1926), deutscher Pädagoge
- Willibrord Lay (1878–1950), deutscher römisch-katholischer Ordensgeistlicher und Apostolischer Präfekt von Lindi in Deutsch-Ostafrika
- Johann Jacob Lay (1642–1699), Pfarrer zu Hengstfeld und Künzelsau
- Philipp Lay (Löw) (1594–1648), Pfarrer zu Crailsheim
- Philipp Lay (Löw) (verstorben 1614), Pfarrer zu Crailsheim